# Combinat

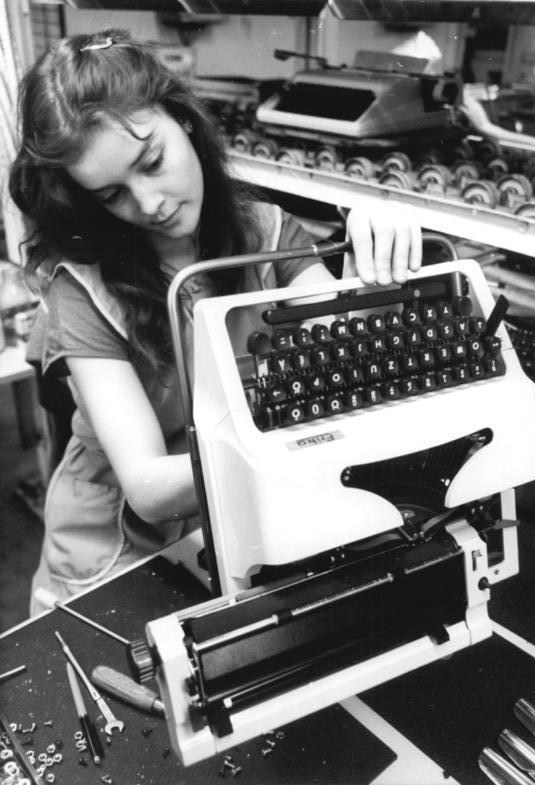
Um dos 17.000 trabalhadores no Kombinat Robotron na República Democrática alemã, em 1987, trabalhando para produzir máquinas de escrever

Combinat (em russo:  Комбинат) é um termo para industriais grupos empresariais ou conglomerados nos países socialistas e, particularmente, o ex - União Soviética. Exemplos incluem VEB Kombinat Robotron, uma fabricante de eletrônicos, e a IFA, uma fabricante de veículos, tanto na Alemanha Oriental, e o combinat Erdenet de cobre na Mongólia.
Ele tem várias formas conexas:
1. Uma grande empresa industrial que combina várias empresas que estão relacionados uns aos outros por um processo tecnológico, ou através de uma administração. Exemplo: um metalurgia combinar combina todas as formas de produção, tais como fábricas, minas e outros para produzir chapas de aço.
2. Uma combinação da educação-desenvolvimento de instituições de diferentes níveis, como um instituto e um tekhnikum, creche e jardim de infância (criança combinar).
3. Combinação de várias empresas como uma das formas de monopólio.